# スリット

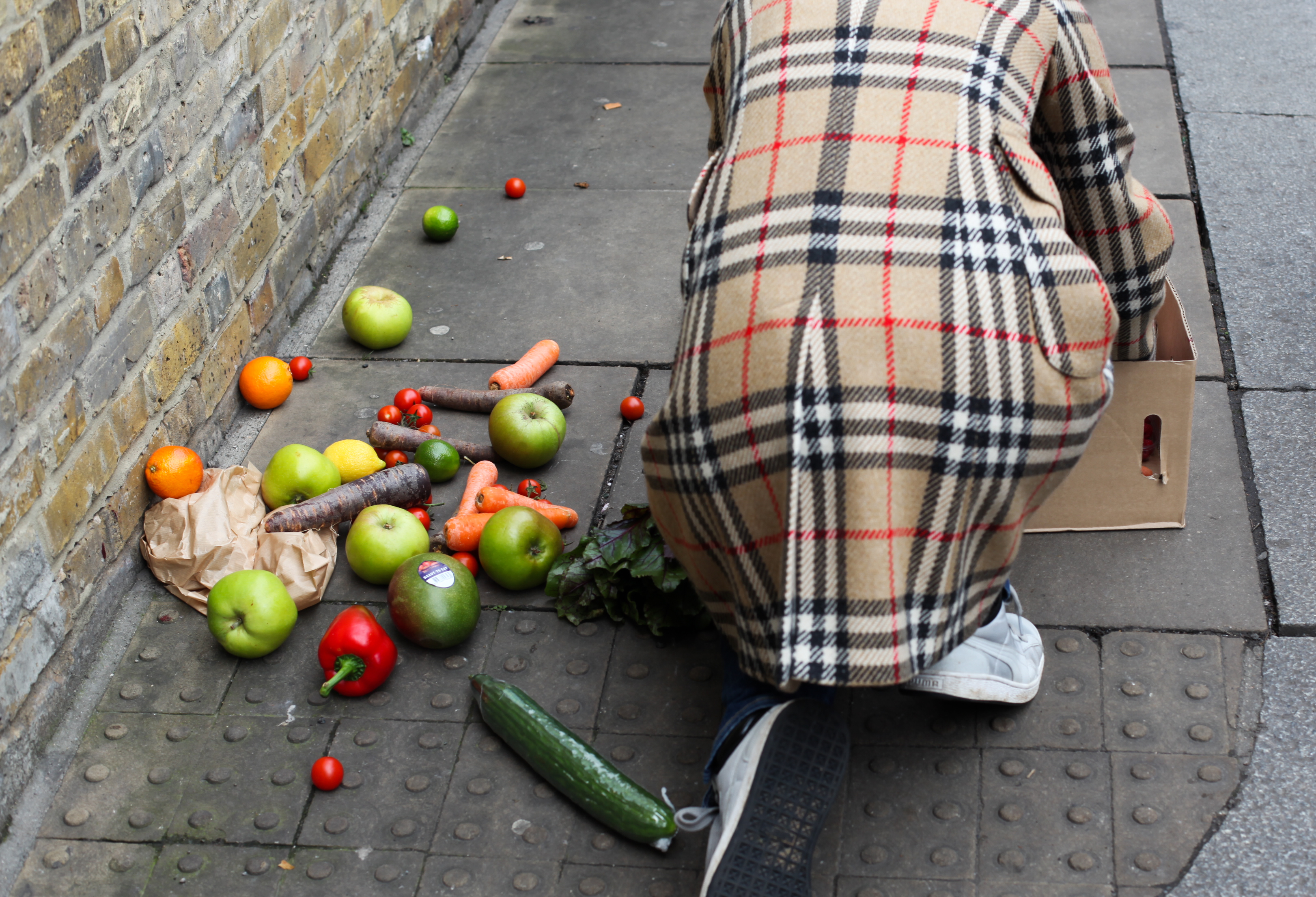
オーバーコートのセンターベント

スリット（Slit）とは、切れ目、隙間のこと。
曲げ等の加工の為や光を取り入れる為、換気や放熱（冷却）のための機械工作や、建築においては構造力学で応力を他の部材に伝達しない手段としてスリットを入れる事がある（但し、建築では構造体に使われるものであるのと同様に耐火性能を要求される）。
服飾では、スカートなどの裾に動きやすくするなどの目的で入れる切れ目を指す。チャイナドレスの大きなスリットは、ウマに乗りやすくするために設けられたものだが、今では単なる装飾になっている。

## 光学におけるスリット
光をスリットに通して回折などの現象を起こす。
光学スリットとは厳密には違うが、道路標識の一部で逆光対策として、文字部分にスリットを入れ、標識背後から逆光となる太陽光を透過させる事で文字を浮かび上がらせて視認しやすくする物が存在している。

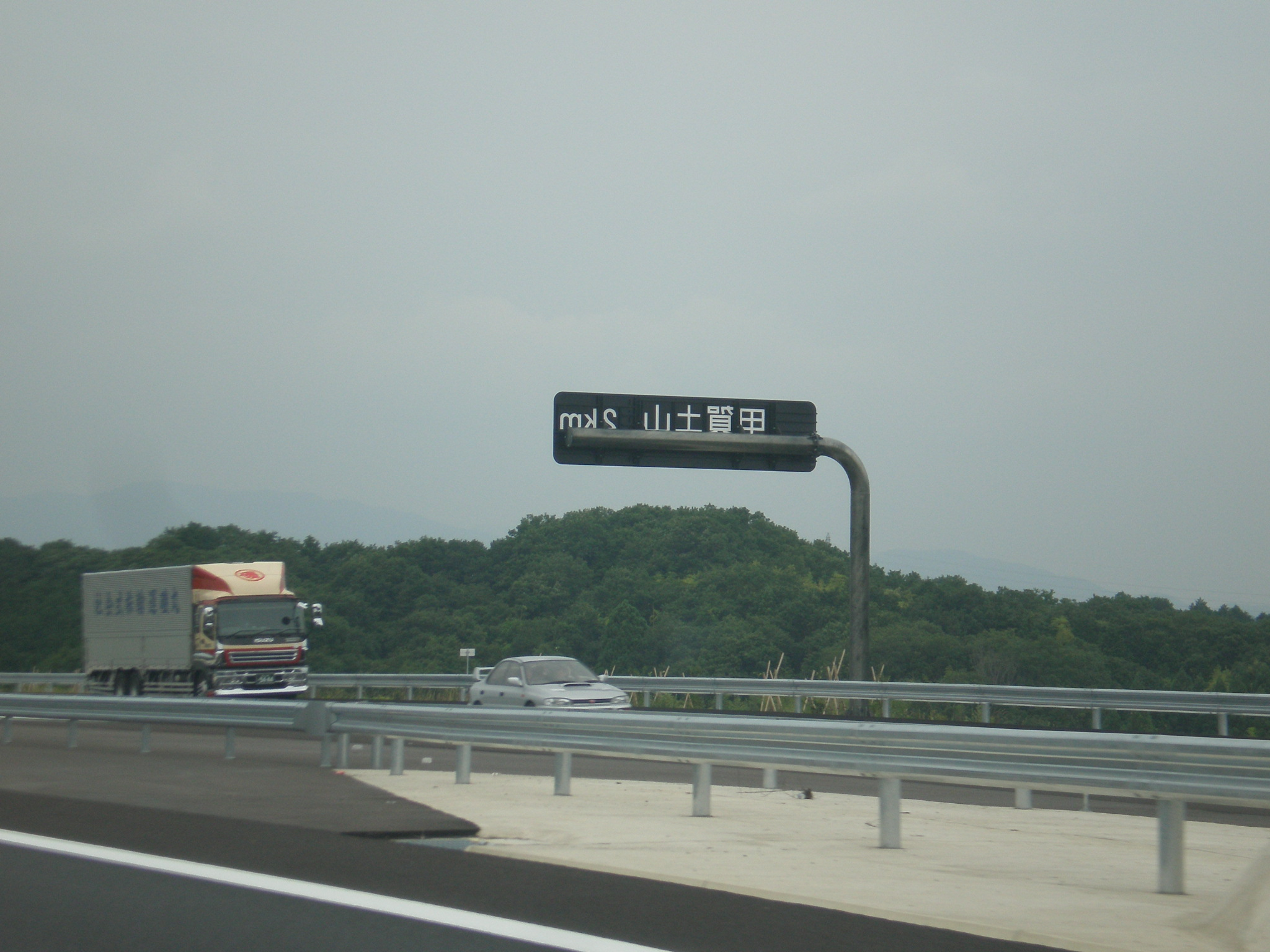
出口の予告（109）の文字部分に逆光対策としてスリットを使用している標識（新名神高速道路 滋賀県甲賀市）